# Ihar Kuzmyanok
Ihar Andreïevitch Kuzmyanok (biélorusse : Ігар Андрэевіч Кузьмянок), né le 6 juillet 1990 à Jlobine à l'époque en RSS biélorusse et aujourd'hui en Biélorussie, est un joueur de football biélorusse, qui évolue au poste de défenseur.

## Biographie

### Carrière en club
Il joue 18 matchs en Ligue Europa avec les clubs du FK Gomel et du Chakhtior Soligorsk. Lors de cette compétition, il inscrit un but contre l'équipe turque de Bursaspor en juillet 2011.

### Carrière en sélection
Ihar Kuzmyanok joue en équipe de Biélorussie des moins de 20 ans, puis évolue avec les espoirs.
Avec l'équipe de Biélorussie olympique, il participe aux Jeux olympiques d'été de 2012. Lors du tournoi olympique, il joue trois matchs : contre la Nouvelle-Zélande, le Brésil, et l'Égypte.

## Palmarès
| FK Gomel - Coupe de Biélorussie (1) : - Vainqueur : 2011. - Supercoupe de Biélorussie (1) : - Vainqueur : 2012. |  | Dynamo Minsk - Coupe de Biélorussie : - Finaliste : 2013. |  | Chakhtior Soligorsk - Coupe de Biélorussie (1) : - Vainqueur : 2014. - Finaliste : 2015. - Supercoupe de Biélorussie : - Finaliste : 2015 et 2016. |